# إبراهيم سميع
إبراهيم سميع هي قرية في مقاطعة خدا أفرين، إيران. عدد سكان هذه القرية هو 434 في سنة 2006.